# Venancio Fortunato
Venancio Fortunato (en latín: Venantius Honorius Clementianus Fortunatus; Valdobbiadene, cerca de Treviso, Italia, c. 536-Poitiers, Francia, 14 de diciembre de 610) fue un autor de textos hagiográficos e himnos litúrgicos en latín. Obispo de Poitiers y santo de la Iglesia católica.

## Biografía
Venancio, llamado el «último poeta romano» por el filólogo alemán Friedrich Leo, forma parte de la Antigüedad tardía, aunque también se le considera el primer poeta medieval en el reino franco. Nació en Duplavis, cerca de Treviso (Italia). Se educó en Rávena. En el 565 hizo una peregrinación a Tours para visitar la tumba de San Martín, a quien quería agradecer la curación de una dolencia ocular. En el 567 se estableció en Poitiers, donde fue ordenado sacerdote, y en el 599 fue nombrado obispo de la ciudad. Mantuvo contacto con numerosas personalidades de su época, en especial San Gregorio de Tours.
Canonizado, su memoria se celebra en el día de su muerte, el 14 de diciembre.

## Himnos
Entre los muchos elementos culturales que el cristianismo asumió de la literatura latina se encuentran los himnos. Muchos autores destacan dentro de este género en los primeros siglos cristianos: San Ambrosio es uno de los más conocidos, Venancio Fortunato puede ser considerado otro de los que dignifica este género. De especial importancia son sus once libros Carmina miscellanea, que contienen himnos, elegías, encomios, epigramas, epitafios y otros textos variados.
Entre los himnos se encuentran los conocidos "Pange, lingua, gloriosi proelium certaminis" y el "Vexilla regis", sobre la Pasión, y "O Redémptor sume carmen" [para la bendición de los Santos Óleos el Jueves Santo en la Misa Crismal] que se siguen utilizando en la liturgia.
Además de los de los Carmina se conocen el himno mariano Quem terra, pontus, aethera, también incluido en el Breviario y un largo poema de alabanza de Santa María:  In laudem sanctae Mariae.

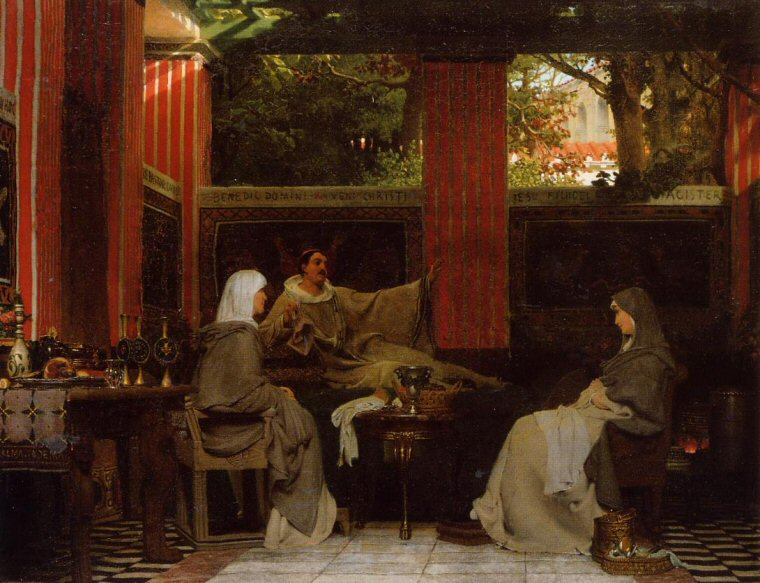
Venancio Fortunato leyendo sus poemas a Radegonda VI (Lawrence Alma-Tadema, 1862).

## Otras obras
Venancio escribió una obra épica en cuatro volúmenes sobre San Martín de Tours (De virtutibus Martini Turonensis), que contribuyó grandemente a difundir la fama de este Santo, tan popular en toda Europa durante la Edad Media. Utiliza como fuentes los escritos de Sulpicio Severo y Paulino de Périgueux. Escribió otras siete vidas de santos, por ejemplo la de Hilario de Poitiers. 
Sus Carmina miscellanea contienen también poemas ocasionales, entre los que se encuentra De navigio suo, que describe un viaje en barco por el Mosela. Se conserva también una elegía por la caída de la casa real de Turingia (De excidio Thoringiae).
Diferentes cartas y dos tratados en prosa completan la obra literaria que se conserva: uno sobre el Padre Nuestro, el otro —inspirado en la obra de Rufino de Aquilea—, del Credo.